# Kirihito
Kirihito (きりひと讃歌?, Kirihito Sanka) è un manga scritto e disegnato da Osamu Tezuka tra il 1966 e il 1967, pubblicato sulla rivista Big Comic, della casa editrice Shogakukan.. La storia narra il dramma umano di un giovane e promettente dottore esposto, suo malgrado, a tutti i mali della società: razzismo, vizio, arrivismo.

## Trama
Il protagonista di questo manga è Kirihito Osanai, un giovane medico. Nel suo ospedale vengono ricoverati alcuni pazienti colpiti da una strana malattia, che trasforma i lineamenti di chi ne è affetto in quelli di un cane. Kirihito scopre che ad essere colpiti da questo misterioso morbo sono solo gli abitanti di Inugamisawa, un piccolo e sperduto villaggio di montagna. Gli abitanti chiamano la malattia morbo di Monmo, in quanto credono che sulle loro teste regni la maledizione di Monmo, uno spirito-cane. Il primario dell'ospedale e il suo staff, credono che la misteriosa malattia sia dovuta a un virus, che non si è diffuso al di fuori del villaggio, a causa del suo isolamento. Mentre Kirihito crede che il morbo sia la conseguenza di una serie di agenti ambientali tipici di quel luogo. Spinto dal primario,  il giovane medico parte per indagare sul luogo le cause di questa malattia, ma ignora che qualcosa di molto importante gli è stato nascosto. Sarà un viaggio che gli sconvolgerà per sempre la vita.